# Дабади, Анри-Бернар
Анри-Бернар Дабади (фр. Henri-Bernard Dabadie; 19 января 1797, По, Франция — май 1853, Париж, Франция) — французский оперный певец (баритон), первый исполнитель ряда значимых партий в операх Россини, Доницетти, Обера.

## Биография
Обучался в Парижской консерватории. Впервые выступив на оперной сцене в Королевской академии музыки в 1819 году, оставался в труппе этого театра до 1836 года.
Был женат на певице-сопрано и партнёрше по оперной сцене Луизе Леру (1796—1877).

## Творчество
Дабади — первый исполнитель партий Фараона в «Моисее и Фараоне» и Рэмбо в «Графе Ори» Россини, написанных специально для него, а также партий Пьетро в «Немой из Портичи» Д. Обера, Белькоре в «Любовном напитке» Доницетти.
Кроме того, на мировой премьере «Вильгельма Телля» Россини, где он пел заглавную партию, выступила также и его жена, исполнившая партию сына Телля.